# Jacob van Groenendike
Jacob van Groendike of Jacobus van den Groenendycke (dertiende eeuw) was burgemeester van Brugge.

## Levensloop
Van Groendike was schepen van Brugge in 1280-1281. Hij was ook schepen in 1283-1284, 1285-1286, 1288-1289, 1290-1291, 1291-1292, 1292-1293, 1293-1294, 1294-1295, 1295-1296 en 1298-1299. Hij was burgemeester van de schepenen in 1295-1296. Hij was opnieuw schepen in 1296-1297, 1298-1299, 1299-1300 en 1300-1301. Hij behoorde zeer waarschijnlijk tot een familie van makelaars.

## Bron
- Dirk VANDENAUWEELE, Schepenbank en schepenen te Brugge (1127-1384). Bijdrage tot de studie van een gewone stedelijke rechts- en bestuursinstelling, met lijst van Wetsvernieuwingen van 1211 tot 1357, doctoraatsverhandeling (onuitgegeven), Katholieke Universiteit Leuven, 1977.